# Hermes 450
Pour les articles homonymes, voir Hermès (homonymie).
Le Hermes 450 du constructeur aéronautique israélien Elbit Systems est un drone de taille moyenne de type « tactique ».

## Description

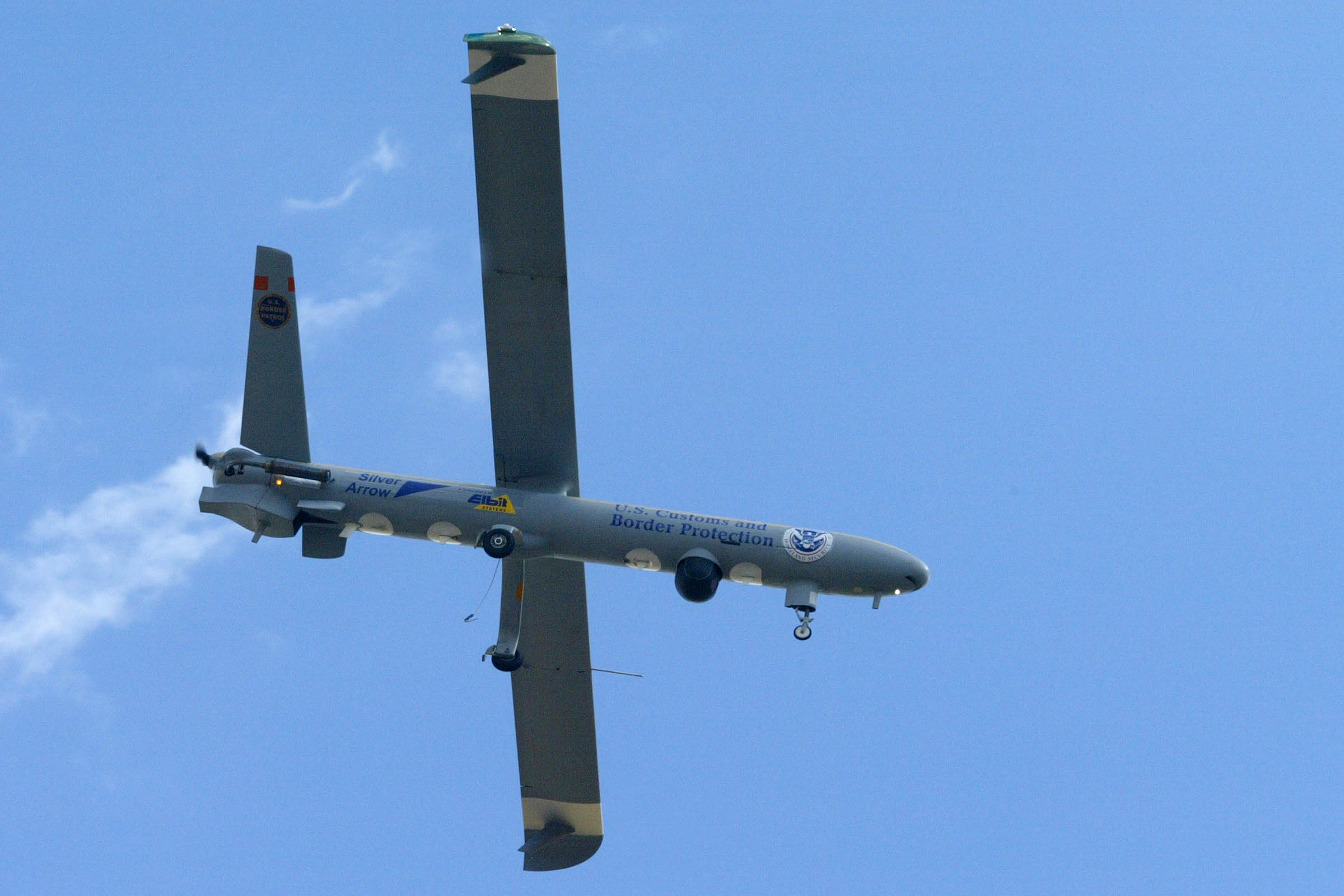
Elbit Hermes 450 des patrouilles frontalières américaines en vol.

Réputé fiable son endurance est de 20 heures pour des missions de reconnaissance, de surveillance et de relais de communications.
Le Hermes 450 a été utilisé par le département de la Défense des États-Unis dans le cadre du Joint Unmanned Aerial Vehicles Test and Evaluation Program.
Deux modèles ont été testés par le contrôle des frontières américaines en 2004.[réf. souhaitée]

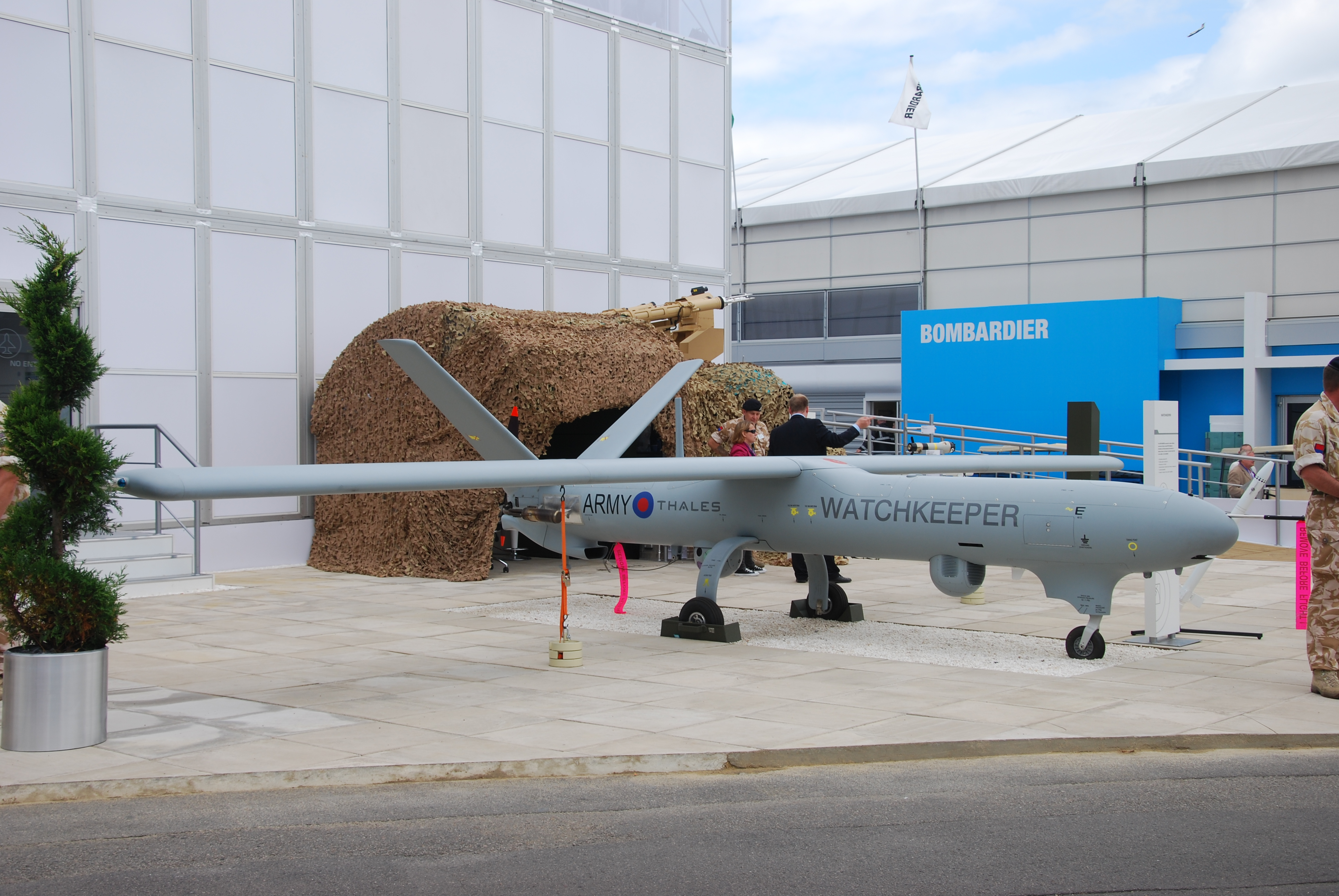
Un Watchkeeper WK450 en 2010.

Il sert de base au projet britannique du Watchkeeper WK450 qui a démarré en juillet 2005 avec la société Thales comprenant l'acquisition de 54 drones et 13 stations au sol pour 800 millions de livres sterling destinés à l'armée de terre britannique. Cette version est plus légère avec 327 kg à vide, peut emporter simultanément deux charges utiles d'un total de 80 kg (boule électro-optique et laser et un radar d'imagerie pour l'armée britannique) et a une portée de liaison de données de 150 km.
La Force aérienne et spatiale israélienne (Heyl Ha Avir) utilise des drones à partir de la base aérienne de Palmachim située au sud de Tel Aviv. Elle a transformé des Hermes 450 en drones de combat en les équipant de deux missiles antichars AGM-114 Hellfire ou, selon certaines sources, de missiles israéliens. Si leur usage intensif en version drone de combat a été rapporté par des sources concordantes durant le conflit israélo-libanais de 2006, la Heyl Ha Avir n'a, y compris durant la guerre de Gaza 2008-2009, ni confirmé, ni infirmé cette utilisation.  
Des Hermes 450 ont aussi été commandés par le Botswana en 2004, la Croatie, Singapour, la Géorgie.
Un Hermes 450 géorgien en mission d'observation a été abattu par un MiG-29 russe le 18 mars 2008. Le 18 novembre 2023 et le 27 février 2024, des Hermès 450 israéliens ont été abattus à la frontière avec le Liban par des missiles sol air du Hezbollah En avril 2024, le Centre International de Justice pour les Palestiniens a déclaré que des preuves montrent que le drone Elbit Hermes 450 a été utilisé lors de l’attaque contre le convoi humanitaire de World Central Kitchen à Gaza.

## Utilisateurs
Le Hermes 450 a réussi à s'exporter dans un certain nombre de pays :
- Azerbaïdjan
- Botswana
- Brésil
- Colombie En passe de remplacement par le Sirtap à l'horizon 2025[8][réf. non conforme].
- Géorgie
- Israël
- Macédoine
- Mexique
- Philippines
- Singapour
- Thaïlande
- États-Unis
- Zambie